# Tetrachloroaurate

Tetrachloroaurat-Ion

Tetrachloroaurate, nach IUPAC Tetrachloridoaurate, sind eine chemische Stoffgruppe. Es handelt sich um die Komplexsalze der Tetrachlorogoldsäure.

## Vertreter
Tetrachloroaurate sind beispielsweise von Alkalimetallen bekannt (Lithiumtetrachloroaurat, Natriumtetrachloroaurat, Kaliumtetrachloroaurat, Rubidiumtetrachloroaurat und Caesiumtetrachloroaurat) sowie von organischen Kationen, beispielsweise Tetramethylammoniumtetrachloroaurat, Tetraethylammoniumtetrachloroaurat, Tetrabutylammoniumtetrachloroaurat und Tetraphenylarsoniumtetrachloroaurat. 

## Herstellung
Tetrachloroaurate können durch Reaktion von Tetrachlorogoldsäure oder Gold(III)-chlorid mit Chloriden gewonnen werden. So können beispielsweise Kaliumtetrachloroaurat, Natriumtetrachloroaurat und Ammoniumtetrachloroaurat hergestellt werden. Auch quartäre Ammoniumverbindungen können analog hergestellt werden. Dazu gehört die Herstellung von  Tetraethylammoniumtetrachloroaurat aus Tetraethylammoniumchlorid und von Tetrabutylammoniumtetrachloroaurat aus Tetrabutylammoniumchlorid. Andererseits können durch Salzmetathese ausgehend von Natriumtetrachloroaurat oder Kaliumtetrachloroaurat auch andere Vertreter gewonnen werden, darunter ebenfalls die oben genannten quartären Ammoniumsalze sowie Caesiumtetrachloroaurat (mit Caesiumchlorid) und Tetraphenylarsoniumtetrachloroaurat (mit Tetraphenylarsoniumchlorid).

## Reaktionen und Verwendung
Durch Reaktion von Tetrachloroauraten mit elementarem Fluor bei 200 °C bis 300 °C oder mit Bromtrifluorid bei Raumtemperatur können Tetrafluoroaurate hergestellt werden. Unter UV-Bestrahlung können Tetrachloroaurat-Ionen Chloroform zersetzen, wobei sie zu Dichloroaurat reduziert wird. In Gegenwart von Sauerstoff verläuft die Reaktion katalytisch, das heißt Tetrachloroaurat wird zurückgebildet. Tetrachloroaurate wurden verschiedentlich zur Herstellung von Gold-Komplexen und Nanopartikeln verwendet.